# Foul Football
Foul Football (Sfaulowany football) – brytyjska seria książek popularnonaukowych wydawana w Polsce w ramach serii Monstrrrualna erudycja. Tematyką serii jest football. Autorem jest Michael Coleman. Seria powstała po dużym sukcesie pierwszych książek Colemana w serii The Knowledge.

## Tomy

### Wydane w Polsce
1. Sfaulowany football
2. Pokopany Mundial 2006

### Niewydane w Polsce
1. Even Fouler Football - (uzupełnienie "Sfaulowany football")
2. England! - (football w Anglii)
3. Furious Euro's - (football w Europie)
4. Great Big Quiz Book - (Quiz o footballu)
5. Leagues - (liga angielska)
6. Kickin' Quiz Book - (Fakty o footballu)
7. Phenomenal FA Cup - (Puchar Anglii w piłce nożnej)
8. Prize Players - (piłkarze)
9. Triumphant Teams - (angielskie kluby, liga angielska)
10. Ultimate Fan's Handbook - (football)
11. The Ups and Downs of the Premier League - (Premier League)
12. World Cup Quiz Book - (quiz o mistrzostwach świata)

## The Knowledge
Następujące tytuły:
- Sfaulowany footbal
- Even Fouler Football
- Pokopany Mundial 2006
- Phenomenal FA Cup

zostały wydane w ramach serii The Knowledge. Po ich dużym sukcesie założono serię Foul Football i oficjalnie je do niej zaliczono.